# 伟大的转折
《伟大的转折》是2019年首播的中国大陆电视剧，由李伟执导，侯京健、许敏、王韦智、马晓伟等主演。2019年8月26日在央视一套播出。该剧是庆祝中华人民共和国成立七十周年国家广播电视总局优秀剧目展播劇目之一。